# Seznam vlajek zemí Spojeného království

Britská vlajka
Poměr stran: 1:2

Seznam vlajek zemí Spojeného království představuje přehled vlajek čtyř zemí Spojeného království, tří britských korunních závislých území a čtrnácti zámořských území.

## Země
| Umístění | Vlajka | Poměr stran | Územní celek / článek o vlajce                                                       |
| -------- | ------ | ----------- | ------------------------------------------------------------------------------------ |
|          |        | 3:5         | Anglie Anglická vlajka                                                               |
|          |        | 3:5         | Skotsko Skotská vlajka                                                               |
|          |        | 3:5         | Wales Velšská vlajka                                                                 |
|          |        | 1:2         | Severní Irsko Severoirská vlajka Vlajka užívaná v letech 1953–1973, nyní neoficiální |

## Korunní závislá území
Tato území patří britskému panovníkovi a nejsou považována za součást Spojeného království.
| Umístění | Vlajka | Poměr stran | Územní celek / článek o vlajce |
| -------- | ------ | ----------- | ------------------------------ |
|          |        | 1:2         | Ostrov Man Vlajka Ostrova Man  |
|          |        | 3:5         | Jersey Vlajka Jersey           |
|          |        | 2:3         | Guernsey Vlajka Guernsey       |

## Zámořská území
Dle Antarktického smluvního systému jsou pozastaveny veškeré nároky suverénních států na území v Antarktidě, tedy i na Britské antarktické území.
| Umístění | Vlajka | Poměr stran | Územní celek / článek o vlajce |
| -------- | ------ | ----------- | --- |
|          |        | 1:2         | Anguilla Anguillská vlajka |
|          |        | 1:2         | Bermudy Bermudská vlajka |
|          |        | 1:2         | Britské antarktické území Vlajka Britského antarktického území |
|          |        | 1:2         | Britské indickooceánské území Vlajka Britského indickooceánského území |
|          |        | 1:2         | Britské Panenské ostrovy Vlajka Britských Panenských ostrovů |
|          |        | 1:2         | Falklandy Falklandská vlajka |
|          |        | 1:2         | Gibraltar Gibraltarská vlajka |
|          |        | 1:2         | Jižní Georgie a Jižní Sandwichovy ostrovy Vlajka Jižní Georgie a Jižních Sandwichových ostrovů                                                                                   |
|          |        | 1:2         | Kajmanské ostrovy Vlajka Kajmanských ostrovů |
|          |        | 1:2         | Akrotiri a Dekelia Suverénní vojenské základny na Kypru užívají britskou vlajku                                                                                                  |
|          |        | 1:2         | Montserrat Vlajka Montserratu |
|          |        | 1:2         | Pitcairnovy ostrovy Vlajka Pitcairnových ostrovů |
|          |        | 1:2         | Svatá Helena, Ascension a Tristan da Cunha Vlajka Svaté Heleny, Ascensionu a Tristanu da Cunha Vlajkou ostrovů je britská vlajka, jednotlivé ostrovy však užívají vlastní vlajky |
|          |        | 1:2         | Turks a Caicos Vlajka Turks a Caicos |